# Макс фон Бер
Карл Генріх Макс фон Бер (нім. Karl Heinrich Max von Behr; 10 січня 1879, Редденау — 27 грудня 1951, Гарміш-Партенкірхен) — німецький офіцер, керівний співробітник СС, групенфюрер СС та генерал-лейтенант військ СС.

## Біографія
Син пастора. У 1898 році вступив в лейб-гренадерський короля Фрідріха-Вільгельма III полк. З 1909 року — ад'ютант батальйону. З 18 жовтня 1913 року — 3-й офіцер Генштабу в штабі 3-го армійського корпусу. Учасник Першої світової війни, служив у штабі дивізії, командував 2-м батальйоном 265-го резервного піхотного полку. З 8 лютого 1917 року перебував у військовій адміністрації в Румунії. 14 березня 1919 року звільнений зі служби.
У 1920-х роках був комівояжером та членом правління «Східно-прусського зовнішньоторговельного товариства». З 1933 року — начальник штабу Націонал-соціалістичного Імперського військового союзу. 30 січня 1936 року вступив в СА та СС (квиток № 276 063) та був зарахований в Головне управління СС. 1 травня 1937 року вступив у НСДАП (квиток №5 849 115). З 1 грудня 1937 по 1 березня 1938 року перебував при штабі рейхсфюрера СС. 1 липня 1941 року призначений комендантом гарнізону СС Відня, 1 березня 1943 року — імперської столиці Берлін. 9 листопада 1944 року знятий з посади.

## Звання
- Фанен-юнкер (1 березня 1898)
- Другий лейтенант (18 серпня 1899)
- Оберлейтенант (17 вересня 1909)
- Гауптман (22 березня 1913)
- Майор Генштабу (16 вересня 1917)
- Оберштурмбанфюрер СС (30 січня 1936)
- Штандартенфюрер СС (22 квітня 1936)
- Оберфюрер СС (20 квітня 1937)
- Бригадефюрер СС (30 січня 1938)
- Генерал-майор військ СС (1 серпня 1941)
- Групенфюрер СС і генерал-лейтенант військ СС (30 січня 1944)

## Нагороди
- Орден Корони (Пруссія) 4-го класу
- Орден Грифона, лицарський хреста
- Орден Святого Йоанна (Бранденбург)
  - почесний лицар (1914)
  - лицар справедливості (1926)
- Залізний хрест 2-го і 1-го класу
- Королівський орден дому Гогенцоллернів, лицарський хрест з мечами
- Хрест «За заслуги у військовій допомозі»
- Орден Фрідріха (Вюртемберг), лицарський хрест 2-го класу з мечами
- Хрест «За військові заслуги» (Мекленбург-Шверін) 2-го класу
- Орден дому Саксен-Ернестіне, лицарський хрест 1-го класу з мечами
- Ганзейський хрест (Гамбург)
- Хрест «За військові заслуги» (Ліппе)
- Орден Франца Йосифа, командорський хрест (Австро-Угорщина)
- Орден Залізної Корони 3-го класу з військовою відзнакою (Австро-Угорщина)
- Хрест «За військові заслуги» (Австро-Угорщина) 3-го класу з військовою відзнакою
- Орден Цариці Тамари (Грузинська Демократична Республіка)
- Галліполійська зірка (Османська імперія)
- Орден «За військові заслуги» (Болгарія) 2-го ступеня з короною і мечами
- Орден Корони Італії, командорський хрест
- Почесний хрест ветерана війни з мечами
- Йольський свічник
- Почесна шпага рейхсфюрера СС
- Перстень «Мертва голова»
- Хрест Воєнних заслуг 2-го і 1-го класу з мечами
- Імперський орден Ярма та Стріл, командорський хрест (Іспанія)